# گروه رادیسون هتل
گروه رادیسون هتل (انگلیسی: Radisson Hotel Group) شرکت مهمان‌نوازی آمریکایی است، که در سال ۱۹۶۲ تأسیس شد.